# Борисовський Олександр Степанович
Олекса́ндр Степа́нович Борисо́вський — полковник Збройних сил України, учасник російсько-української війни. Лицар ордена Богдана Хмельницького III ступеня (2015).

## З життєпису
У Збройних силах України з 1992 року. Учасник миротворчих місій.
У 2013—2020 рр. — начальник 138-го центру спеціального призначення Військової служби правопорядку, Васильків. Брав участь у боях на сході України. Здійснював керівництво та особисто брав участь у спеціальних операціях.

## Нагороди
За особисту мужність і героїзм, виявлені у захисті державного суверенітету та територіальної цілісності України, вірність військовій присязі під час російсько-української війни
- нагороджений орденом Богдана Хмельницького III ступеня (27 травня 2015)[3].